# Rudolf Paarmann
Rudolf Paarmann (* 1826 in Tilsit, Preußisch Litauen; † 12. August 1893 in  Königsberg i. Pr.) war ein deutscher Baumeister.
Ab 1854 leitete er den von Friedrich August Stüler entworfenen Neubau der Albertus-Universität Königsberg. Von ihm stammte auch die 1880 errichtete (und 1923 abgerissene) Kant-Kapelle am Königsberger Dom. Nach 1875 wurde er Intendanturbaurat. Aus seinem Nachlass wurden der Königsberger Baugewerkschule 12.000 Mark (1871) für Stipendien gestiftet.

## Ehrungen
- Geh. Kriegsrat